# Пять тысяч карбованцев
Пять тысяч карбованцев  (купоны, купонокарбованцы) — номинал денежных купюр Украины, ходивший на территории страны в 1993—1996 годах.

## Описание
Первые банкноты номиналом 5000 карбованцев были изготовлены британской фирмой «Томас де ла Рю» в 1993 году. Банкноты 1995 года были изготовлены на Банкнотной фабрике Национального банка Украины.
Банкноты печатались на белой бумаге. Размер банкнот составлял: длина 105 мм, ширина — 53 мм. Водяной знак — «паркет».
На аверсной стороне банкноты в центральной части слева размещено изображение Памятного знака в честь основания Киева. С правой стороны на банкноте содержатся надписи Украина, Купон, 5000 карбованцев, Национальный банк Украины и год выпуска — 1993 или 1995.
На реверсной стороне банкноты размещено гравюрное изображение Софийского собора в Киеве и в каждом из углов обозначен номинал купюры. Преобладающий цвет на обеих сторонах — розовый.
Банкнота разных лет выпускалась, и вводились в обращение 25 января 1993 года и 12 июля 1996 года, изъята — 16 сентября 1996 года. К моменту начала денежной реформы 1996 года её стоимость составляла всего 5 новых копеек.